# 腸腰筋
腸腰筋（ちょうようきん、英語: iliopsoas muscle）は腰椎と大腿骨を結ぶ筋肉群の総称。腸骨筋と大腰筋が関連している。内臓と脊椎の間にあり、深部腹筋群とも総称され見えない筋肉の一つ。主に股関節を屈曲させる働きをするが、腰椎のS字型を維持する働きを併せ持つ。腹腔の後ろにあり、脊柱を前屈させる筋でもあるため「深腹筋」と呼ばれることもあり（とくにスポーツ選手やトレーナの間でよく用いられる）運動に非常に重要な働きをしている。これは腸腰筋が背骨から大腿骨にかけてを引っ張り上げるような形状で緊結しているためで、多くの筋肉の中でも唯一重力から身体を守るという役割をも果たしている。日本人と黒人では、3倍ほど黒人の方が断面積が大きい。
1990年代中頃から、特に短距離走を始めとする瞬発系競技の選手や指導者らの間で盛んにこの言葉が用いられるようになった。言葉の流行には、1998年に日本記録（10秒00）を樹立した伊東浩司や彼のトレーニングに携わった高野進、小山裕史らの影響が大きい。
腸腰筋はハムストリングスの主な拮抗筋であり、運動能力との相関が強い。短距離や跳躍の有力選手は腸腰筋が並外れて太いといわれ、400M走の五輪ファイナリストとなった高野進は日本人選手の一般水準の三倍程のサイズがあり速さの秘密として紹介されることがあった。

## 構成する筋肉
- 腸骨筋
- 大腰筋
- 小腰筋